# 1962-es Formula–1 belga nagydíj
Az 1962-es Formula–1-es világbajnokság harmadik futama a belga nagydíj volt.

## Futam
A Porsche a stuttgarti dolgozók sztrájkja miatt kihagyta a belga nagydíjat, ahol Graham Hill szerezte meg a pole-t McLaren és Taylor előtt. Clark mechanikai probléma miatt és egy új motorra kellett várnia, Taylor autóját használva a 12. helyet szerezte meg.
Hill megtartotta a vezetést a rajtnál, de McLaren még támadta az első körben. Clark jó rajtjával harmadiknak jött fel. A skót a 9. körben került az élre, majd egyre nagyobb előnnyel vezetett. A 26. körben Mairesse és Taylor nagy sebességnél összeütközött. A Lotus egy póznának ütközött, míg a Ferrari lángra lobbant. Mindkét versenyző apró sérüléssel túlélte a balesetet. Clark nagy előnnyel győzött Graham Hill előtt, míg Phil Hill néhány tizeddel Rodríguez előtt ért célba a harmadik helyen.
| Helyezés | Rajtszám | Versenyző               | Csapat/Motor  | Futott kör | Idő/Kiesés oka                         | Rajthely | Pont |
| -------- | -------- | ----------------------- | ------------- | ---------- | -------------------------------------- | -------- | ---- |
| 1        | 16       | Jim Clark               | Lotus-Climax  | 32         | 2h07:32.3                              | 13       | 9    |
| 2        | 1        | Graham Hill             | BRM           | 32         | + 44.1                                 | 1        | 6    |
| 3        | 9        | Phil Hill               | Ferrari       | 32         | + 2:06.5                               | 4        | 4    |
| 4        | 12       | Ricardo Rodríguez       | Ferrari       | 32         | + 2:06.6                               | 7        | 3    |
| 5        | 5        | John Surtees            | Lola-Climax   | 31         | + 1 kör                                | 11       | 2    |
| 6        | 15       | Jack Brabham            | Lotus-Climax  | 30         | + 2 kör                                | 15       | 1    |
| 7        | 7        | Carel Godin de Beaufort | Porsche       | 30         | + 2 kör                                | 13       |      |
| 8        | 18       | Maurice Trintignant     | Lotus-Climax  | 30         | + 2 kör                                | 16       |      |
| 9        | 19       | Lucien Bianchi          | Lotus-Climax  | 29         | + 3 kör                                | 18       |      |
| 10       | 22       | Jo Siffert              | Lotus-Climax  | 29         | + 3 kör                                | 17       |      |
| 11       | 4        | John Campbell-Jones     | Lotus-Climax  | 16         | + 16 kör                               | 19       |      |
| Ki       | 17       | Trevor Taylor           | Lotus-Climax  | 25         | Baleset                                | 3        |      |
| Ki       | 10       | Willy Mairesse          | Ferrari       | 25         | Baleset                                | 6        |      |
| Ki       | 2        | Richie Ginther          | BRM           | 22         | Váltóhiba                              | 9        |      |
| Ki       | 26       | Tony Maggs              | Cooper-Climax | 22         | Váltóhiba                              | 10       |      |
| Ki       | 25       | Bruce McLaren           | Cooper-Climax | 19         | Kerékcsapágy                           | 2        |      |
| Ki       | 21       | Masten Gregory          | Lotus-BRM     | 13         | Visszalépett                           | 8        |      |
| Ki       | 20       | Innes Ireland           | Lotus-Climax  | 8          | Felfüggesztés                          | 5        |      |
| Ki       | 11       | Giancarlo Baghetti      | Ferrari       | 3          | Gyújtás                                | 14       |      |
| NI       | 23       | Dan Gurney              | Lotus-BRM     |            | Seidel versenyzésre alkalmatlan autója |          |      |
| Vi       | 3        | Tony Marsh              | BRM           |            | Az autó nem készült el                 |          |      |
| Vi       | 4        | Jack Lewis              | BRM           |            |                                        |          |      |
| Vi       | 4        | Gerry Ashmore           | BRM           |            |                                        |          |      |
| Vi       | 6        | Roy Salvadori           | Lola-Climax   |            |                                        |          |      |
| Vi       | 8        | Heinz Schiller          | Porsche       |            |                                        |          |      |
| Vi       | 24       | Jo Bonnier              | Porsche       |            |                                        |          |      |

### Statisztikák
Vezető helyen:
- Graham Hill: 1 (1)
- Trevor Taylor: 4 (2-3 / 5 / 8)
- Willy Mairesse: 3 (4 / 6-7).
- Jim Clark: 24 (9-32).
- Jim Clark 1. győzelme, 3. leggyorsabb köre, Graham Hill 1. pole-pozíciója.
- Lotus 6. győzelme.